# 馬友芯
馬宥漩（馬友芯）（1983年12月29日—），台灣女演員、模特兒。曾參與果陀劇場、春禾劇團、綠光表演學堂之表演培訓，演出作品涵蓋廣告、電視、電影等類型，參演作品有電影《盲人律師》以及電視劇《拜金女王》、《我可能不會愛你》等。現為齊石傳播公司藝人。2021年4月，馬友芯更改藝名為「馬宥漩」。

## 經歷
馬友芯擁有15年的模特兒資歷，2017年因擔任白百何《綁架者》替身，轉型做演員。
2019年在電影《盲人律師》擔任重要女配角，演技表現受到注目。

## 作品

### 電視劇
| 年份 | 電視台                          | 劇名                | 角色     |
| ---- | ------------------------------- | ------------------- | -------- |
| 2011 | 八大電視台                      | 我可能不會愛你      | 南區區長 |
| 2011 | 華視                            | 拜金女王            | 客串     |
| 2013 | 中視                            | 鑑識英雄            | 孫詩妮   |
| 2014 | 中天電視台                      | 東森金鐘單元劇-逆轉 | 女主播   |
| 2015 | 大愛電視台                      | 聽見天堂鳥          | 特教老師 |
| 2015 | CHOCO TV                        | X情人－條件情人     | Cindy    |
| 2023 | TVBS歡樂台                      | 親愛壞蛋            | Kim      |
| 2023 | 八大電視台                      | 最佳利益3－最終利益 | 袁美真   |
| 2024 | Hami Video、MyVideo、friDay影音 | 妮波自由式          | Daisy    |
| 2024 | Netflix                         | 影后                | 女記者   |

### 電影
| 年份 | 劇名     | 角色   |
| ---- | -------- | ------ |
| 2019 | 盲人律師 | 葉淑婷 |
| 2023 | 惡女     | 貴婦   |

### 電視廣告
- 肌膚之鑰
- 星界神話 Online （页面存档备份，存于）
- 中華電信全能平板
- LINE PAY
- 啾咪莊園
- HOLA
- 7-11涼麵
- 統一自白肌
- 鬼洗牛仔褲
- 黑松茶花綠茶
- OLAY
- OSIM
- KG CHECK
- 銀聯閃
- Easy Shop
- OLAY
- 呂Roy
- Hola
- kotex茶樹舒涼棉
- 青花驕麻辣鍋

### 平面廣告
- Hair Culture 形象平面
- H-PARK形象平面
- FOUND HAIR形象平面
- 時報週刊
- 壹週刊TrendBook
- 國泰銀行平面廣告
- 瓦城平面廣告
- VOUGE雜誌
- ELLEE雜誌
- Marie Claire ELLE雜誌
- BAZAAR雜誌
- WE：PEOPLE 東西名人
- Abook雜誌
- 2015年二屆大人物慈善攝影展夢想盒主視覺

### 音樂錄影帶（MV）
- 2018－孫盛希《內疚》MV

### 網路短劇
- 2016年 獨立製片_音符 （页面存档备份，存于）
- 2018開始 鐵漢女友 (飾演鐵漢女友 + 剪接 + 製片 + 企劃)

## 外部連結
- 馬友芯 Facebook粉絲專頁 （页面存档备份，存于）
- 齊石傳播-馬友芯 （页面存档备份，存于）
- 馬友芯 的Instagram